# 円町駅
円町駅（えんまちえき）は、京都府京都市中京区西ノ京円町にある、西日本旅客鉄道（JR西日本）山陰本線の駅である。駅番号はJR-E05。「嵯峨野線」の愛称区間に含まれている。

## 歴史
- 2000年（平成12年）9月23日：山陰本線（嵯峨野線）の二条駅 - 花園駅間の複線化とともに開業する[2]。
- 2001年（平成13年）4月2日：快速の一部が停車するようになる（朝の上り快速3本が停車）。
- 2002年（平成14年）3月23日：快速の全列車が停車するようになる[3]。
- 2003年（平成15年）11月1日：ICカード「ICOCA」の利用が可能となる。
- 2013年（平成25年）10月1日：ジェイアール西日本交通サービス（現：JR西日本交通サービス）が受託する業務委託駅となる。
- 2018年（平成30年）3月17日：駅ナンバリングが導入され、使用を開始。
- 2020年（令和2年）　　　　　　　　
  - 2月7日：この日をもってみどりの窓口が営業を終了[4]。
  - 2月8日：みどりの券売機プラスの利用を開始[4]。

## 駅構造
島式ホーム1面2線を持つ高架駅である。前後の区間の複線化と同時に開業したため、当初から分岐器や絶対信号機が存在せず、停留所に分類されている。
改札口は地上、ホームは2階にある。地上とホームはエレベーター、上りエスカレーターおよび2つの階段で連絡している。ホーム中央のやや西寄りに待合室がある。駅舎への出入口は南北にそれぞれ1つと、高架下の通路に面した東側にも設けられている。トイレは改札内の地上西側にあり、男女別・車椅子対応の水洗式になっている。
JR西日本交通サービスによる業務委託駅（亀岡駅の被管理駅）である。また、IC乗車券「ICOCA」の利用が可能である（相互利用可能ICカードはICOCAの項を参照）。

### のりば
| のりば | 路線     | 方向 | 行先                   |
| ------ | -------- | ---- | ---------------------- |
| 1      | 嵯峨野線 | 上り | 二条・京都方面         |
| 2      | 嵯峨野線 | 下り | 亀岡・園部・福知山方面 |

## 利用状況

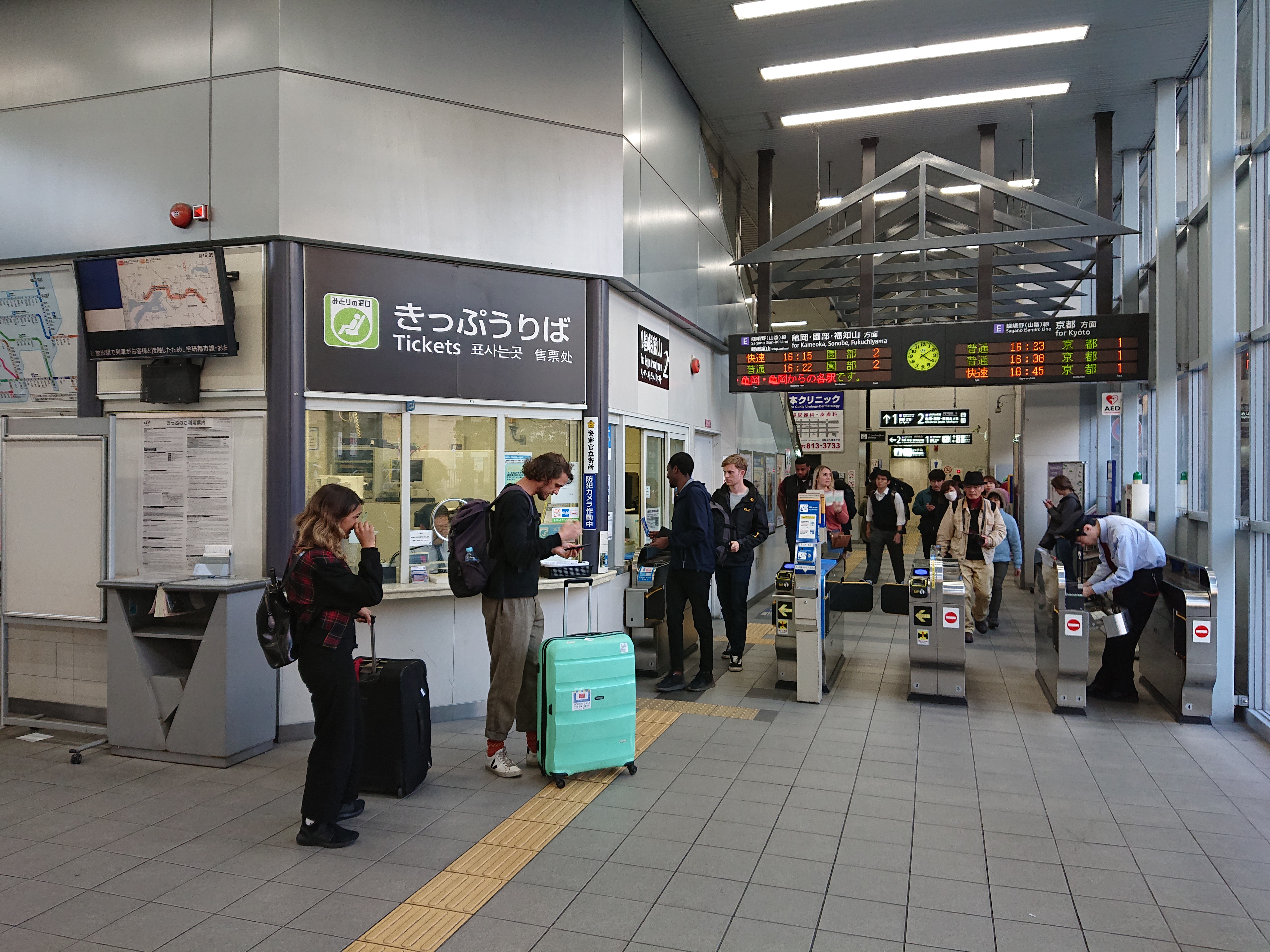
改札口（2019年11月）

2023年度の1日当たりの利用者数は15,538人。1日の平均乗車人員は以下の通りである。
| 年度   | 1日平均 乗車人員 |
| ------ | ---------------- |
| 2000年 | 3,407            |
| 2001年 | 4,866            |
| 2002年 | 5,896            |
| 2003年 | 6,644            |
| 2004年 | 6,896            |
| 2005年 | 7,044            |
| 2006年 | 6,997            |
| 2007年 | 6,849            |
| 2008年 | 6,696            |
| 2009年 | 6,693            |
| 2010年 | 7,055            |
| 2011年 | 7,309            |
| 2012年 | 7,589            |
| 2013年 | 8,074            |
| 2014年 | 8,175            |
| 2015年 | 8,503            |
| 2016年 | 8,611            |
| 2017年 | 8,597            |
| 2018年 | 8,688            |
| 2019年 | 8,525            |
| 2020年 | 6,069            |
| 2021年 | 6,721            |
| 2022年 | 7,258            |

## 駅周辺
丸太町通が駅北側を東西方向に通り、駅のやや東方の円町交差点で西大路通と交わる。周辺は住宅が密集しているほか、前述の幹線道路沿線を中心に「えんえんたうん」などの商店街が構成されるなど商業地ともなっている。
かつて駅の目の前にはニノミヤの京都本店があったが、倒産に伴いミドリ電化に譲渡され、現在はブランド統合によりエディオン円町店となっている。
公共・医療
- 京都府立体育館
- 京都アスニー（京都市生涯学習センター）
- 京都市中央図書館
- 京都上労働基準監督署
- 京都地方合同庁舎
  - 京都地方気象台
  - 自衛隊京都地方協力本部
- 京都保健会京都民医連中央病院
- 洛和会丸太町病院

文教
- 花園大学
- 京都理容美容専修学校
- 洛陽総合高等学校
- 京都府立山城高等学校
- 京都市立西京高等学校
- 近畿高等看護専門学校

## バス路線
バス停は近隣の道路上に設置されている。なお、運行社局によって名称は異なるが、設置されている位置は同じである。
| のりば                 | 運行事業者                        | 系統・路線・行先 |
| 西ノ京円町（JR円町駅） | 西ノ京円町（JR円町駅）            | 西ノ京円町（JR円町駅） |
| ---------------------- | --------------------------------- | --- |
| A                      | 京都市交通局 （京都市営バス）     | 26号系統：四条烏丸・京都駅 203号系統：四条河原町・祇園方面 205号系統・快速205号系統：京都駅・九条車庫 臨時系統：西大路四条 |
| B                      | 京都市交通局 （京都市営バス）     | 15号系統：四条河原町・三条京阪 93号系統：錦林車庫 202号系統：熊野神社・祇園方面 204号系統：銀閣寺・高野方面 |
| C                      | 京都市交通局 （京都市営バス）     | 91号系統：西大路四条・四条烏丸 202号系統：西大路九条・九条車庫方面 快速202号系統：西大路駅前・九条車庫 |
| D                      | 京都市交通局 （京都市営バス）     | 91号系統：太秦映画村・大覚寺 93号系統：嵯峨・嵐山 |
| E                      | 京都市交通局 （京都市営バス）     | 15号系統：立命館大学 26号系統：御室仁和寺・山越 快速立命館系統：北野白梅町・立命館大学前 203号系統：銀閣寺・錦林車庫 204号系統：金閣寺・北大路バスターミナル方面 205号系統：金閣寺・北大路バスターミナル方面 臨時系統：府立体育館・立命館大学 立命館ダイレクト：（直行）立命館大学 |
| 西ノ京円町             |                                   | |
| 東行                   | 京都バス                          | 62系統・63系統・65系統・66系統・67系統：三条京阪 |
| 西行                   | 京都バス                          | 62系統：阪急嵐山駅・清滝 63系統：嵐山・苔寺すず虫寺 65系統：有栖川 66系統：阪急嵐山駅 |
| 南行                   | 西日本ジェイアールバス （JRバス） | 高雄・京北線：京都駅 |
| 北行                   | 西日本ジェイアールバス （JRバス） | 高雄・京北線：栂ノ尾・周山 循環バス：立命館大学前 |

## 隣の駅
西日本旅客鉄道（JR西日本）
 嵯峨野線（山陰本線）
■快速
二条駅 (JR-E04) - 円町駅 (JR-E05) - 嵯峨嵐山駅 (JR-E08)
■普通
二条駅 (JR-E04) - 円町駅 (JR-E05) - 花園駅 (JR-E06)